# Синий Камень (гора)
Синий Камень (Синий Шихан) — скала на левом берегу реки Урал, на восточной окраине села Кизильского в Челябинской области.
Скала сложена из кварцевых порфиритов светло-сиреневого цвета. На склонах произрастает комплекс редких и охраняемых видов растений.
Геологический памятник природы c 6 октября 1987. Местообитание редкого растения льнянка алтайская (льнянка уральская).